# Busan Open Challenger 2025
Il Busan Open Challenger 2025 è stato un torneo maschile di tennis professionistico. È stata la 21ª edizione del torneo, facente parte della categoria Challenger 125 nell'ambito dell'ATP Challenger Tour 2025, con un montepremi di 200 000 $. Si è giocato dal 14 al 20 aprile 2025 sui campi in cemento del Spo 1 Park di Busan, in Corea del Sud.

## Partecipanti

### Teste di serie
| Nazionalità | Giocatore           | Ranking* | Testa di serie |
| ----------- | ------------------- | -------- | -------------- |
| Australia   | Adam Walton         | 86       | 1              |
| Stati Uniti | Christopher Eubanks | 110      | 2              |
| Stati Uniti | Brandon Holt        | 114      | 3              |
| Australia   | Tristan Schoolkate  | 119      | 4              |
| Giappone    | Yasutaka Uchiyama   | 157      | 5              |
| Australia   | Li Tu               | 174      | 6              |
| Giappone    | James Trotter       | 175      | 7              |
| Francia     | Térence Atmane      | 177      | 8              |

* Ranking al 7 aprile 2025.

### Altri partecipanti
I seguenti giocatori hanno ricevuto una wild card per il tabellone principale:
- Gerard Campana Lee
- Chung Hyeon
- Kwon Soon-woo

Il seguente giocatore è entrato in tabellone con il ranking protetto:
- Jason Kubler

I seguenti giocatori sono passati dalle qualificazioni:
- Shin San-hui
- Viktor Durasovic
- Johannus Monday
- Marat Sharipov
- Mats Rosenkranz
- Ilia Simakin

## Punti e montepremi
| Torneo    | Torneo              | V      | F      | SF    | QF    | 2T    | 1T    | Q | Q2  | Q1  |
| Singolare | Punti               | 125    | 64     | 35    | 16    | 8     | 0     | 5 | 3   | 0   |
| Singolare | Premi in denaro ($) | 21 650 | 12 770 | 7 560 | 4 400 | 2 590 | 1 565 | – | 785 | 395 |
| Doppio    | Punti               | 125    | 64     | 35    | 16    | –     | 0     | – | –   | –   |
| Doppio    | Premi in denaro ($) | 9 350  | 5 440  | 3 250 | 1 930 | –     | 1,080 | – | –   | –   |

## Campioni

### Singolare
Térence Atmane ha sconfitto in finale  Adam Walton con il punteggio di 6–3, 6–4.

### Doppio
Rio Noguchi /  Yuta Shimizu hanno sconfitto in finale  Ray Ho /  Matthew Romios con il punteggio di 7–6(7), 6–4.